# فرنسيس هيلي
فرنسيس هيلي (بالإنجليزية: Francis Healy)‏ هو لاعب كرة قاعدة أمريكي، ولد في 29 يونيو 1910 في هوليوك في الولايات المتحدة، وتوفي في 12 فبراير 1997 في سبرينغفيلد في الولايات المتحدة.

## وصلات خارجية
- فرنسيس هيلي على موقعبيزبول رفرنس.كوم (الدوري الرئيسي) (الإنجليزية)
- فرنسيس هيلي على موقعبيزبول رفرنس.كوم (الدوري الثانوي) (الإنجليزية)
- فرنسيس هيلي على موقع جمعية أبحاث البيسبول الأمريكية (الإنجليزية)